# Tollasmolyfélék

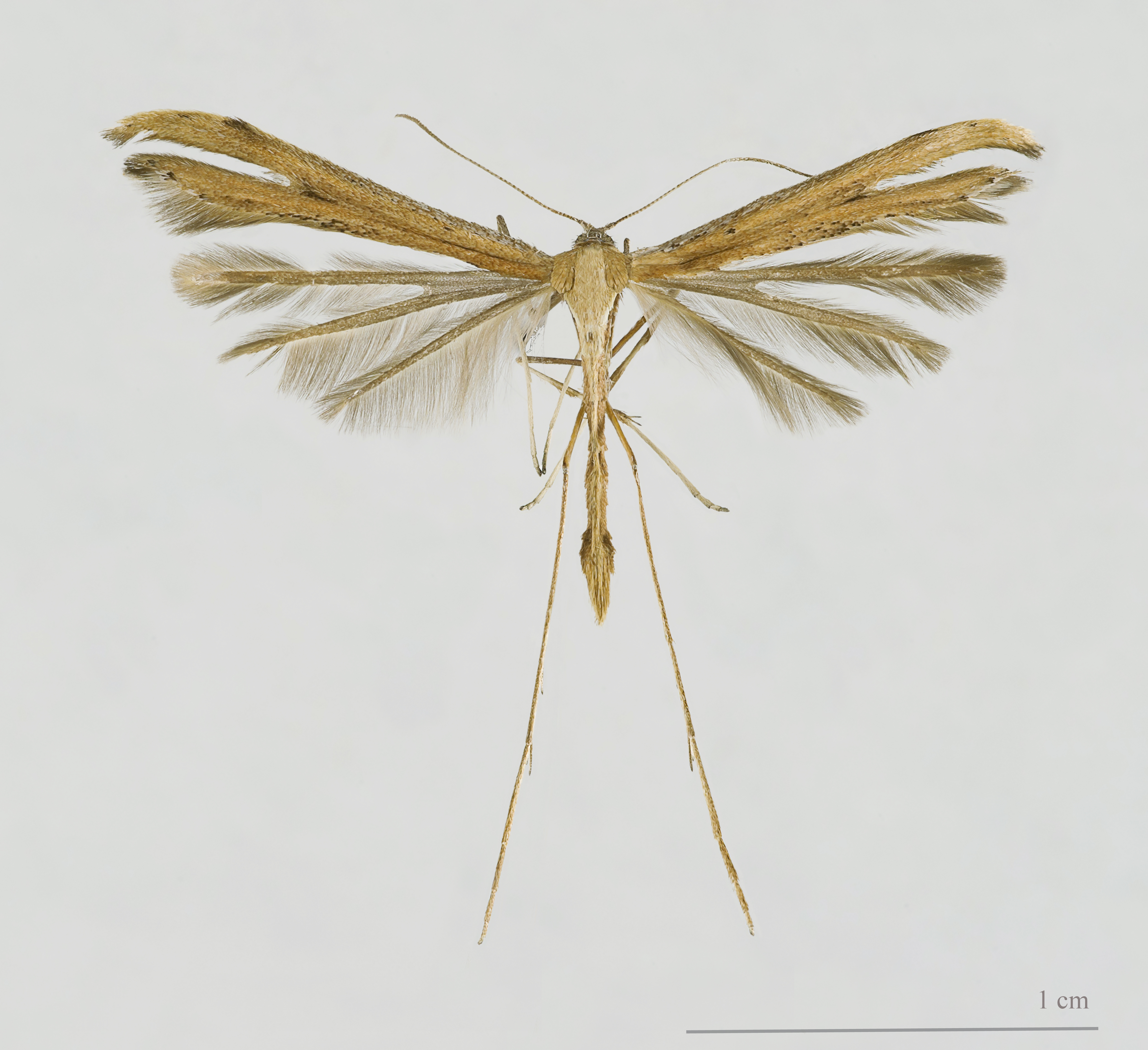
Emmelina monodactyla

A tollasmolyfélék (Pterophoridae) a valódi lepkék (Glossata) alrendjébe tartozó Heteroneura alrendág tollasmolyszerűek (Pterophoroidea) öregcsaládjának egyetlen családja.

## Elterjedésük, élőhelyük
Az egész Földön elterjedt család, amiből a trópusi vidékek fajai, illetve nemei még jórészt feldolgozatlanok. Eddig mintegy 1200 fajt írtak le. A palearktikus területen  közel 900, Európában 138 faj él. Ezek közül Magyarországon 2005-ig hatvankettőt mutattak ki.

## Megjelenésük
Ezek a kis termetű lepkék könnyen felismerhetőek arról, hogy elülső szárnyuk két, a hátsó három ágra hasadt. A szárnycsíkokat hosszú, tollszerű szőrök szegélyezik, hogy megnöveljék a szárny hasznos felületét. Ezek a hasított („tollas”) szárnyak ránézésre a soktollú molyfélék (Alucitidae) családjának fajaiéhoz hasonlóak, de számos fontos bélyeg miatt nemcsak hogy külön családba, de önálló öregcsaládba is különítjük el őket.

## Életmódjuk
A legtöbb faj életmódját kevéssé ismerjük. Egyes hernyói endofág életet élnek, mások gazdanövényeik leveleit hámozgatják, illetve lyuggatják. Egyes fajokból az imágó telel át. A legtöbbször este, éjszaka röpködnek; a mesterséges fény vonzza őket.

## Rendszertani felosztásuk
A családot öt alcsaládra és további 71, alcsaládba nem sorolt nemre tagolják.
- egytollú molyformák (Agdistinae) alcsalád egy nemmel
- Deuterocopinae alcsalád négy nemmel
- Macropiratinae alcsalád két nemmel
- Ochyroticinae alcsalád egy nemmel
- Tollasmolyformák (Pterophorinae)alcsalád több mint harminc nemmel

## Magyarországi fajok
- rózsabogyó-tollasmoly (Cnaemidophorus rhododactyla)
- hangyabogáncs-tollasmoly (Calyciphora xanthodactyla) – védett, természetvédelmi értéke: 2000 Ft